# Symplecis invisitata
Symplecis invisitata är en stekelart som beskrevs av Rossem 1981. Symplecis invisitata ingår i släktet Symplecis och familjen brokparasitsteklar. Arten är reproducerande i Sverige. Inga underarter finns listade i Catalogue of Life.